# NK Mladost Karadžićevo
NK Mladost je bivši nogometni klub iz Karadžićeva u Vukovarsko-srijemskoj županiji. Aktivna je samo selekcija veterana koji se natječu u Nogometnoj ligi veterana Zajedničkog vijeća općina.

## Povijest
Klub je osnovan u srpnju 1968. godine. U početku su u njemu igrali omladinci iz Karadžićeva, koji su do tada nastupali za NK Borinci Jarmina, koji je plasmanom u viši rang odlučio Mladosti prepustiti dio igrača. Do 1991. godine, klub se natjecao u prvenstvima u organizaciji Vinkovačkog nogometnog podsaveza, a u razdoblju od 1992. do 1998. godine u prvenstvima RSK. Mirnom reintegracijom Podunavlja dolazi do ukidanja prvenstva Srijemsko-baranjske oblasti, te se klubovi s područja Podunavlja uključuju u županijska nogometna natjecanja, dok neki, među kojima je i Mladost, prestaju s natjecanjem. Od tada djeluje jedino selekcija veterana.

### Plasmani kluba kroz povijest
| Sezona                      | Liga                                  | Plasman               |
| --------------------------- | ------------------------------------- | --------------------- |
| 1968./69.                   | Grupno prvenstvo NP Vinkovci Grupa I  | nepoznat plasman      |
| 1969./70.                   | Grupno prvenstvo NP Vinkovci Grupa I  | nepoznat plasman      |
| 1970./71.                   | Grupno prvenstvo NP Vinkovci Grupa I  | 9. mjesto             |
| 1971./72.                   | Grupno prvenstvo NP Vinkovci Grupa I  | nepoznat plasman      |
| 1972./73.                   | Grupno prvenstvo NSP Vinkovci Grupa I | nepoznat plasman      |
| 1973./74.                   | Grupno prvenstvo NSP Vinkovci Grupa I | nepoznat plasman      |
| 1974./75.                   | Grupno prvenstvo NSP Vinkovci Grupa I | nepoznat plasman      |
| 1975./76.                   | Grupno prvenstvo NSP Vinkovci Grupa I | nepoznat plasman      |
| 1976./77.                   | Grupno prvenstvo NSP Vinkovci Grupa I | nepoznat plasman      |
| 1977./78.                   | Grupno prvenstvo ONS Vinkovci Grupa I | 1. mjesto             |
| 1978./79.                   | Općinska nogometna liga Vinkovci      | 11. mjesto            |
| 1979./80.                   | Općinska nogometna liga Vinkovci      | 11. mjesto            |
| 1980./81.                   | Općinska nogometna liga Vinkovci      | nepoznat plasman      |
| 1981./82.                   | Grupno prvenstvo ONS Vinkovci Grupa I | nepoznat plasman      |
| 1982./83.                   | Grupno prvenstvo ONS Vinkovci Grupa I | nepoznat plasman      |
| 1983./84.                   | Grupno prvenstvo ONS Vinkovci Grupa I | nepoznat plasman      |
| 1984./85.                   | Grupno prvenstvo ONS Vinkovci Grupa I | nepoznat plasman      |
| 1985./86.                   | Grupno prvenstvo ONS Vinkovci Grupa I | 8. mjesto             |
| 1986./87.                   | Grupno prvenstvo ONS Vinkovci Grupa I | 5. mjesto             |
| 1987./88.                   | 2. općinska nogometna liga Vinkovci   | nepoznat plasman      |
| 1988./89.                   | 2. općinska nogometna liga Vinkovci   | nepoznat plasman      |
| 1989./90.                   | 2. općinska nogometna liga Vinkovci   | 1. mjesto             |
| 1990./91.                   | 1. općinska nogometna liga Vinkovci   | nepoznat plasman      |
| 1991./92.                   | klub se nije natjecao                 | klub se nije natjecao |
| 1992. – 1998. Prvenstvo RSK |                                       |                       |